# 17 (nombre)
« Dix-sept » redirige ici. Cet article concerne le nombre 17. Pour l'année, voir 17.
Le nombre 17 (dix-sept) est l'entier naturel qui suit 16 et qui précède 18.

## En mathématiques
Le nombre 17 est :
- le septième nombre premier. Le suivant est 19, avec lequel il forme un couple de nombres premiers jumeaux. Il forme un couple de nombres premiers cousins avec 13. C'est un nombre premier sexy avec 11 ainsi qu'avec 23. C'est le troisième nombre premier de Fermat et donc un nombre premier non brésilien, c'est le quatrième ;
- la somme de quatre premiers nombres premiers (2 + 3 + 5 + 7 = 17) ;
- le sixième exposant premier de Mersenne, donnant 131 071 ;
- un nombre premier long ;
- un nombre premier super-singulier ;
- le septième nombre premier de Chen ;
- l'un des six nombres chanceux d'Euler ;
- le seul nombre de Genocchi premier[1] (et –3 est le seul autre dont la valeur absolue soit un nombre premier[2]).

Il résulte d'un théorème de Gauss que le polygone régulier à dix-sept côtés (l'heptadécagone) est constructible à la règle et au compas. En montrant sa construction à dix-neuf ans, Gauss fonda sa renommée.
Il existe exactement dix-sept groupes de papier peint (pavages périodiques du plan).
Dans le problème d'irrégularité de distributions (en) de Steinhaus, soit une suite de nombres réels appartenant à l'intervalle [0,1[ telle que les deux premiers appartiennent à différentes moitiés de l'intervalle, les trois premiers à différents tiers, les quatre premiers à différents quarts, et ainsi de suite. La longueur possible maximale d'une telle suite est 17,.

## Dans la société humaine:17 ans
- Aux États-Unis, l'âge auquel quelqu'un peut donner son sang et se porter volontaire pour être soldat.
- Aux États-Unis, l'âge auquel quelqu'un peut voir un film de catégorie R sans ses parents en accord avec le système de classement des films MPAA.
- 17 ans, chanson de Georges Moustaki sur l'album Ballades en balade (CD2 Sagesses et Chemins de Fortune) en 1989.
- On n'est pas sérieux, quand on a dix-sept ans est le premier vers du poème Roman par Arthur Rimbaud, écrit en 1870. Il a été repris par plusieurs titres d'oeuvres : On n'est pas sérieux, quand on a dix-sept ans.

## Géographie
« 17 » est :

### Collectivités territoriales
- Le nombre de Communautés autonomes d’Espagne, de l’Andalousie à la Catalogne et à la Galice.
- Le numéro du département français de la Charente-Maritime.

### Urbanisme
- Le nombre de Portes de Paris percées dans l'enceinte de Thiers (milieu du XIXe siècle) et toujours présentes dans le nom des entrées/sorties du Boulevard périphérique de Paris.

## Dans d'autres domaines
Le nombre 17 est aussi :
- Le numéro atomique du chlore, un halogène.
- Un nombre détesté des pythagoriciens parce qu'il sépare 16 de son epogdoon 18. Les deux nombres séparés sont les seuls nombres plans (considérés comme des produits et l'aire d'un rectangle) égaux à leur périmètre : 16 = 4 × 4 = 4 + 4 + 4 + 4 et aussi 18 = 3 × 6 = 3 + 6 + 3 + 6.
- Décrit au Massachusetts Institute of Technology (MIT) comme « le plus petit nombre aléatoire », en accord avec le jargon des hackers.
- Le nombre maximal de traits d'une racine chinoise.
- Le nombre de syllabes dans un haïku.
- Dans la Rome antique comme en Italie, ce nombre porte malheur. En effet, 17 s'écrit en latin XVII, qui a pour anagramme VIXI, ce qui signifie « j'ai vécu », c’est-à-dire « je suis mort »[5],[6].
- Dans les pays scandinaves, le dix-septième jour de l'année est considéré comme le cœur et/ou le dos de l'hiver.
- Le nombre présent dans les titres des films Numéro dix-sept et Correspondant 17 d'Alfred Hitchcock.
- Années historiques : -17, 17 ou 1917
- Ligne 17
- Le nombre d'années de mariage des noces de rose.
- Le numéro de la sourate al-`Isra dans le Coran.
- Le numéro du régiment d'infanterie de Béziers (17e régiment d'infanterie de ligne) dont les soldats refusèrent en 1907 d’appliquer la répression du gouvernement, ce qui inspira à Montéhus la chanson Gloire au 17e.
- L'avion Mikoyan-Gourevitch MiG-17.
- Un modèle de voiture de la marque Renault.
- L'album 17 de XXXTentacion sorti en 2017.
- Le groupe de k-pop (musique pop coréenne) sous le label Pledis Entertainment, Seventeen.
- La chanson Né en 17 à Leidenstadt interprétée par Fredericks Goldman Jones en 1990, qui fait en réalité référence à l'année 1917.
- Le numéro porté par Jules Bianchi en Formule 1.

## Numéro d'urgence
Dans plusieurs pays d'Europe (Albanie, France, Monaco) ou d'Afrique (Algérie, Cameroun, Comores, Djibouti, Mali, Mauritanie, Niger, Sénégal, Tchad...), le 17 est le numéro d'urgence pour contacter les services de police ou de gendarmerie.
L'identité d'une personne appelant ce numéro ne peut pas être anonymisée (la fonction « numéro caché » ne fonctionne pas).